# 올 더 웨이 (영화)
《올 더 웨이》(영어: All the Way)는 미국에서 제작된 제이 로치 감독의 2016년 전기 드라마 텔레비전 영화이다. 브라이언 크랜스턴, 앤서니 매키, 멀리사 리오, 프랭크 랜젤라 등이 출연하였다.
이 영화는 HBO를 통해 2016년 5월 21일 토요일에 방송되었다.

## 줄거리
존 F. 케네디 암살 사건으로 부통령에서 대통령이 된 린든 B. 존슨은 남부 민주당 주요 인물들이 탈당을 하겠다고 위협하는 가운데 1964년 민권법을 통과시키려고 한다. 존슨은 동시에 통킹만 사건을 계기로 통킹만 결의를 통과시키는 등 격동의 시기를 거친다. 이어 존슨은 배리 골드워터를 상대로 1964년 대통령 선거를 치르게 된다.

## 출연
- 브라이언 크랜스턴 - 대통령 린든 B. 존슨 역
- 앤서니 매키 - 마틴 루서 킹 주니어 역
- 멀리사 리오 - 영부인 레이디 버드 존슨 역
- 프랭크 랜젤라 - 조지아주 상원 의원 리처드 러셀 주니어 역
- 브래들리 휫퍼드 - 미네소타주 상원 의원 휴버트 험프리 역
- 스티븐 루트 - 연방수사국 국장 J. 에드거 후버 역
- 마키 리처드슨 - 밥 모지스 역
- 아이샤 하인즈 - 패니 루 헤이머 역
- 모 맥레이 - 스토클리 카마이클 역
- 스펜서 개릿 - 월터 루서 역
- 켄 젱킨스 - 버지니아주 제8구 하원 의원 하워드 W. "저지" 스미스 역
- 제프 두셋 - 미시시피주 상원 의원 제임스 이스틀런드 역
- 랜디 오글즈비 - 사우스캐롤라이나주 상원 의원 스트롬 서먼드 역
- 서맨사 보개시 - 루시 베인스 존슨 역
- 조 오코너 - 웨스트버지니아주 상원 의원 로버트 버드 역
- 핼 랜던 주니어 - 하원 의장 존 W. 매코맥 역
- 레이 와이즈 - 일리노이주 상원 의원 에버릿 더크슨 역
- 돈 노우드 - 랠프 애버내시 역
- 조 모턴 - 로이 윌킨스 역
- 토비 허스 - 미시시피주 주지사 폴 B. 존슨 주니어 역
- 매슈 글레이브 - 조지아주 주지사 칼 샌더스 역
- 보 폭스워스 - 국방부 장관 로버트 맥너마라 역

## 같이 보기
- 미국의 흑인 민권 운동